# Skalice nad Svitavou
Skalice nad Svitavou é uma comuna checa localizada na região de Morávia do Sul, distrito de Blansko.